# Casa al carrer de la Muralla, 5 (Figueres)
L'edifici situat al carrer de la Muralla, 5, actualment enderrocat, havia estat una obra del municipi de Figueres (Alt Empordà) inclosa a l'Inventari del Patrimoni Arquitectònic de Catalunya.
L'edifici, del carrer de La Muralla número 5, està separat a uns vint-i-cinc metres de la plaça de les Patates, ja que, la plaça té la seva pròpia numeració.

## Descripció
Era un edifici entre mitgeres situat a davant de la plaça de les Patates, de planta baixa i dos pisos amb una terrassa com a coberta. A la planta baixa, s'hi trobaven dos grans arcs rebaixats fets amb carreus ben escairats, posteriorment cegats. Els pisos superiors tenien dues obertures amb balcons individuals. Les obertures del primer pis eren en arc de mig punt, però això es devia a una rehabilitació, ja que tant les del primer com les del segon pis havien estat rectangulars. Les del segon pis sí que eren les obertures originals, amb un fris esgrafiat amb motius vegetals, al voltant emmarcant la finestra. Aquest element decoratiu també es trobava a les obertures del primer pis tot i la rehabilitació. A sota el voladís, un fris també amb ornamentació floral ocupava tota l'amplada de la façana.